# Sinokvět
Sinokvět (Jurinea) je rod tvořený asi 200 druhy vytrvalých rostlin z čeledi hvězdnicovitých, ve které je řazen do podčeledi Carduoideae.

## Rozšíření
Rostliny rodu sinokvět jsou rozšířeny v Evropě, severní Africe a ve střední a jihozápadní Asii.

## Popis

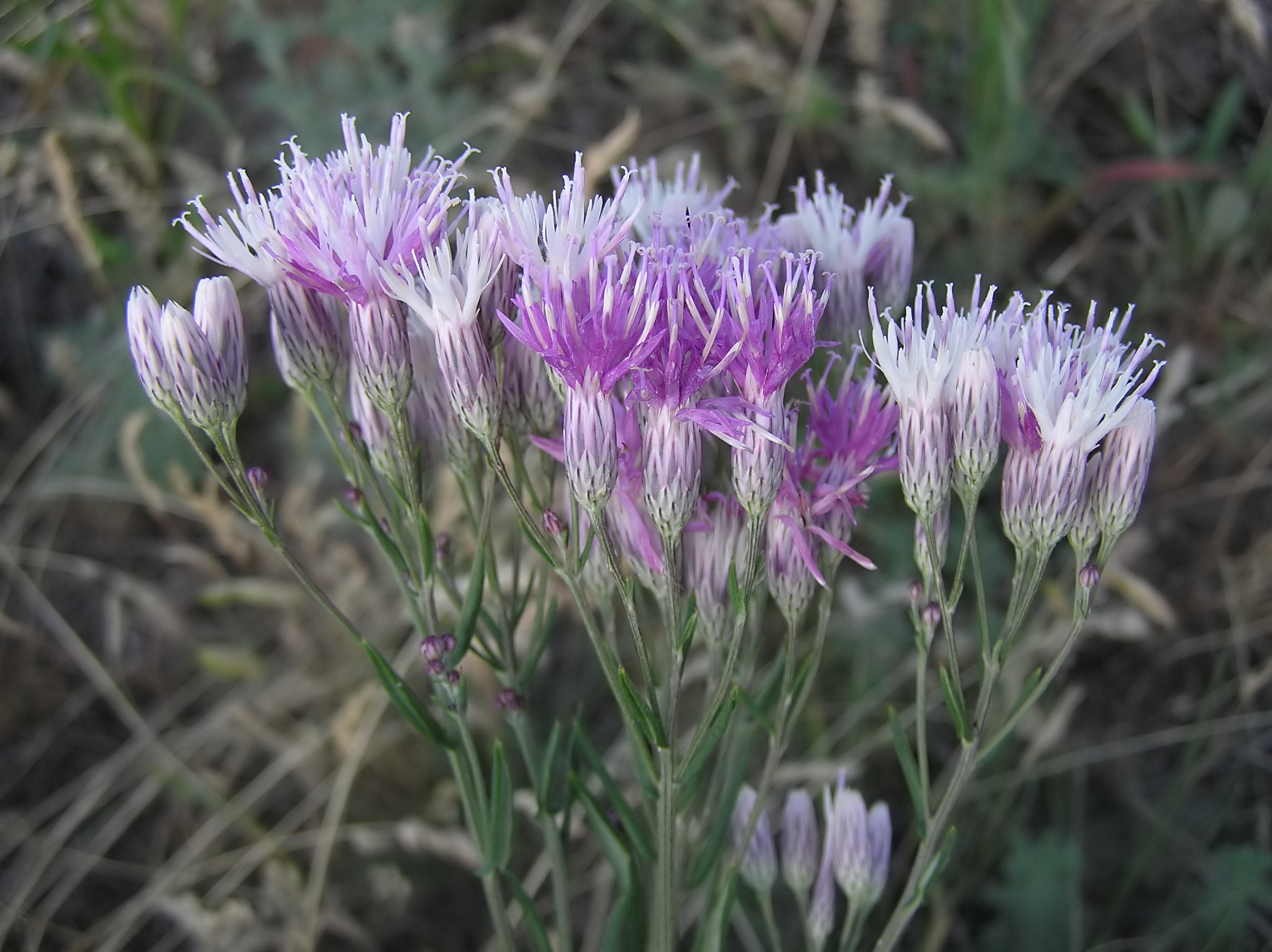
Sinokvět mnohokvětý

Vytrvalé byliny, polokeře nebo keře, které vyrůstají z oddenku a mají přímou jednoduchou nebo větvenou lodyhu. Listy v přízemní růžici jsou podlouhle vejčité, celistvé nebo peřenoklané až peřenodílné. Lodyžní listy jsou nejčastěji přisedlé, kopinaté, ve spodní části peřenoklané a v horní jen zubaté nebo zakrslé či zcela chybí.
Na koncích lodyh nebo větví vyrůstají vejčité, zvonkovité, polokulovité nebo válcovité květní úbory jednotlivě nebo v seskupení do vrcholíku. Jsou tvořeny pětičetnými oboupohlavnými kvítky s červeně až fialově zbarvenými trubkovitými korunami, opylovány jsou hmyzem. Víceřadý zákrov má listeny uspořádané střechovitě. plodem jsou obvykle hranaté nebo elipsoidní nažky s víceřadým chmýrm.

## Taxonomie
V České republice se poměrně vzácně vyskytují dva druhy:
- sinokvět chrpovitý, který roste ve středních Čechách a je zařazen do kategorie kriticky ohrožených rostlin (§1, C1)
- sinokvět měkký roste na jižní Moravě a je začleněn do kategorie silně ohrožených rostlin (§2, C2)[1][2][3][4][5]